# Kirke Stillinge
Kirke Stillinge er en lille by på Sydvestsjælland med 715 indbyggere  (2024). Kirke Stillinge er beliggende i Kirke Stillinge Sogn nær Storebælt tre kilometer øst for Kongsmark Strand, fem kilometer vest for Havrebjerg og otte kilometer nordvest for Slagelse. Byen tilhører Slagelse Kommune og er beliggende i Region Sjælland.
Stillinge Kirke ligger i byen. Stillinge Forsamlingshus er fra 1934 og fungerer stadig som forsamlingshus. Stillinge Skole, Bildsøvej 80 blev bygget i 1956. Den fik navnet Stillinge Centralskole og afløste fem mindre skoler i Kirke Stillinge, Øster Stillinge, Kelstrup, Bildsø og Næsby. Stillinge Hallen ligger i tilknytning til skolen. Hallen blev bygget i 1988 og er en selvejende institution. Stillinge Alderdomshjem på Stillingsvej blev bygget i 1951. Arkitekt Steudel og Knudsen Petersen. Der er gennem årene gennemført flere ombygninger og bygget nye ældreboliger i tilknytning til institutionen. I dag hedder stedet Stillinge Plejecenter.
Erhvervslivet består af Dagli'Brugsen, Jongshøj Maskiner, elektriker, kunstgalleri, autoværksted og nogle håndværkere.

## Galleri
- Kirke Stillinge Forsamlingshus
- Gård ved gadekær i Kirke Stillinge